# Lovett Purnell

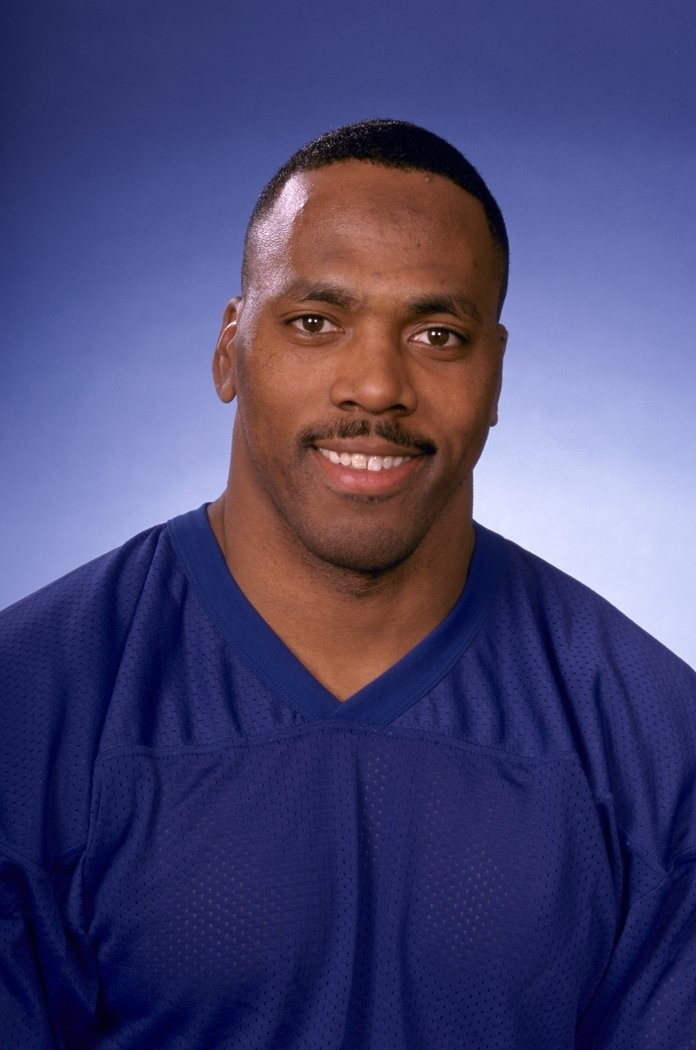
Lovett Purnell

Lovett Shaizer Purnell (Seaford, Delaware, 7 de abril de 1972) é um ex-jogador de futebol americano norte-americano.